# Suid
Bojan Đorđević a.k.a. Suid je kruševački em-si koji se hip hop-om bavi od 1994. godine.
Njegova prva objavljena pesma je „Još jedna više žrtva“ koja se našla na kompilaciji „Crno na belo“ 1997. godine, koju je uradio sa svojim tadašnjim bendom koji se zvao „Neghbourhood“. Njegovo sledeće pojavljivanje je bilo na kompilaciji „Provera mikrofona“  na kojoj su se našle tri njegove pesme: „Ona se budi“ („Neghbourhood“), „Stari znaci“ i „Ludo vreme“. Zatim se pojavljuje na još jednoj kompilaciji „Oneya Bassivity Mixtape : Prvi put“, s pesmom „Vreme za razmišljanje“ u saradnji sa „X3m“-om. 
2004. godine. sa „Big Boss“-om radi pesmu „Da li znaš“ koja se pojavljuje na kompilaciji „Ulice vol.1“, da bi posle puno rada i nastupa širom Srbije sve to zaokružio albumom „Drama koja se šunja sama“. Album ima 19 pesama i izdat je pod etiketom Bassivity music. Uradio je dva spota za pesme „Ja nisam kao ti“ i „Drama koja se šunja sama“. 
2006. godine na kompilaciji „Sizzerb Mixtape vol.1“ koja je izdata u Kanadi pojavljuje se u saradnji sa „Sin“-om u pesmi „Večnost“. Pored svega tu su i mnogobrojna gostovanja i saradnja sa reperima iz Srbije među kojima su: Big Boss, X3m, VIP, Đus, Marčelo, Hain Teny, Krang, Džoker, Verbal, JanZoo, Trip-R (CB4), Flow, Novi zakon… kao i nastupi na najpopularnijem i najvećem muzičkom festival u Istočnoj Evropi, Exit-u od 2003. do 2006. godine.
2010. je izdao album Reality show koji je nastao za vreme njegovog boravka u zatvoru.